# Hörfunk in Gambia

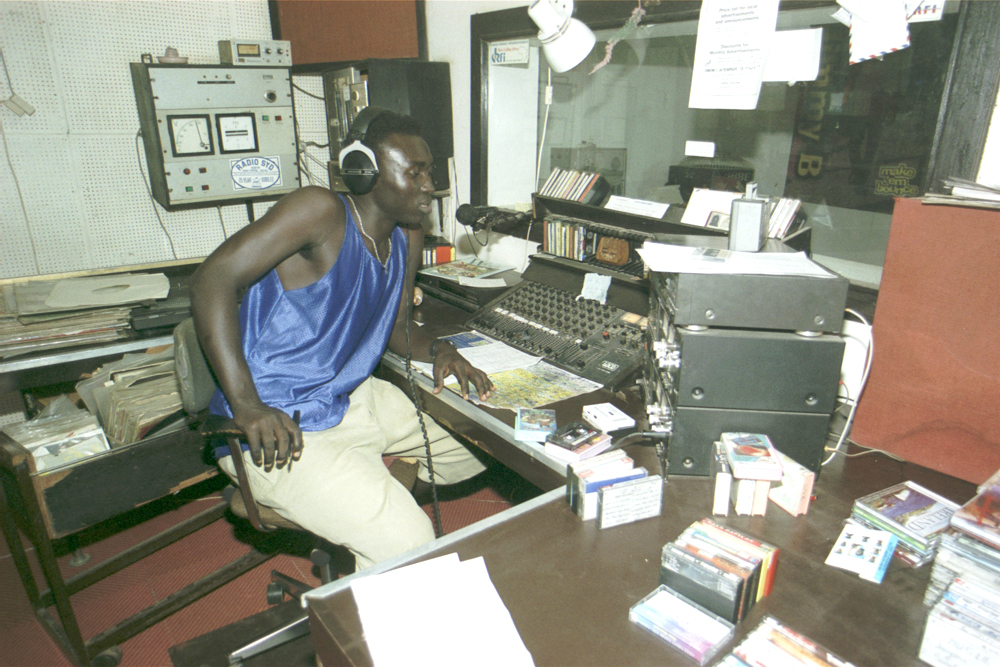
Sendestudio in Gambia

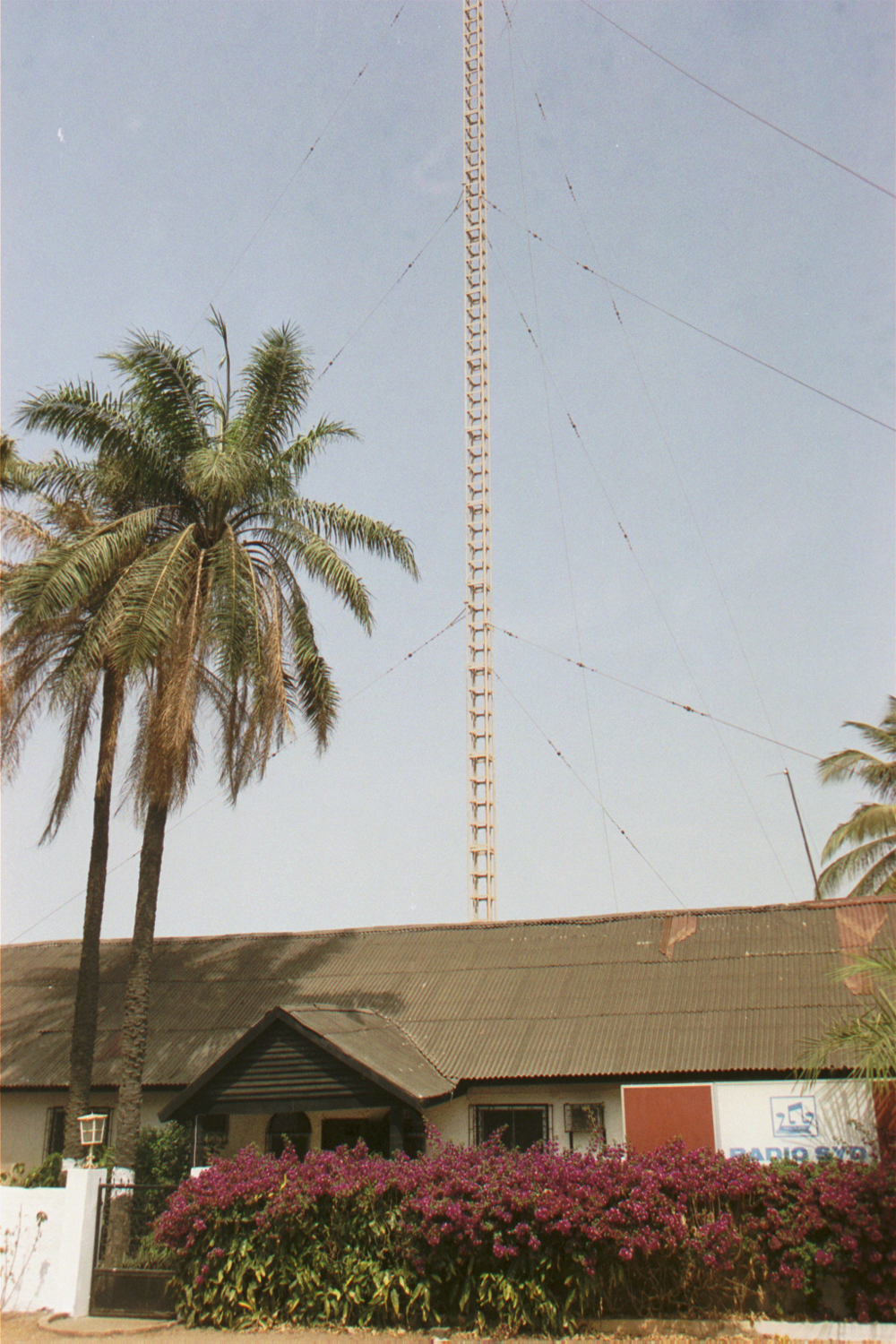
Radio in Gambia

Der Hörfunk in Gambia ist ein wichtiges Unterhaltungs- und Informationsmedium in dem westafrikanischen Staat.

## Nutzung
In Gambia, mit einer Analphabetenrate von 59,9 Prozent, ist der Rundfunk das dominierende Massenmedium. Der Besitz eines Transistorradios ist in der Bevölkerung gängig. Nach einer Schätzung von 1997 gibt es 197.000 Empfangsgeräte.
Die meisten Sender liegen in der Küstenregion, in der Kombo-St. Mary Area, in der die größte Stadt Serekunda liegt, sowie in der Hauptstadt Banjul. Deren Empfang ist auf dieses Gebiet beschränkt, lediglich Radio Gambia ist nahezu landesweit zu empfangen. Teils sind gambische Sender auch im Grenzgebiet zum Nachbarland Senegal zu empfangen, wie auch senegalesische Sender gehört werden. Gesendet wird neben der Amtssprache Englisch auch in den verschiedenen Landessprachen wie Mandinka, Fulfulde, Wolof, Diola oder Soninke.
Weiter ist der französischsprachige Sender Radio France Internationale über eine Relaisstation zu empfangen.

## Geschichte
Im Jahr 1962 wurde der Sender Radio Gambia gegründet, der heute als Einheit der staatlichen Gambia Radio & Television Services (GRTS) arbeitet. Mit schwedischer Erfahrung wurde 1967 auf Initiative des damaligen Premierministers der erste kommerziell betriebene Hörfunksender Afrikas, mit Radio Syd, in Gambia gegründet.
Am 30. November 1969 wurde das erste Fußballspiel live im Radio kommentiert übertragen. Es war das Endspiel im GFA-Cup zwischen Real de Banjul Football Club und den White Phantoms.

## Politische Situation
Die Regierung Jammeh ist bestrebt, die Pressefreiheit einzuschränken oder gar sie zu verbieten. Die Organisation Reporter ohne Grenzen berichtet kritisch jährlich über die Situation in Gambia. Um einen Sender in Gambia zu betreiben, ist es nötig, eine teure Lizenz zu beantragen. Das Mediengesetz hierzu wurde 2002 verschärft. Unter anderem wurde dem Sender Citizen FM 1998 die Lizenz entzogen, als er kritisch über den Geheimdienst, die National Intelligence Agency (NIA), berichtet hatte.
Der Sender Sud FM wurde während gambisch-senegalesischer Differenzen von den Behörden geschlossen und ihm wurde die Lizenz entzogen.

## Liste der Hörfunksender
Eine Auflistung der bestehenden und ehemaligen Radiosender.
Die Liste (Stand März 2017) ist alphabetisch sortiert und erhebt keinen Anspruch auf Vollständigkeit.
| Status        | MHz    | Sender                            | Senderstandort              | kW   | Anmerkung                                                         |
| ------------- | ------ | --------------------------------- | --------------------------- | ---- | ----------------------------------------------------------------- |
|               | 102,10 | Radio 1 FM                        | Serekunda                   | 0,5  | privater Musiksender                                              |
|               | 100,40 | Capital FM                        | Serekunda/Kairaba Avenue    |      |                                                                   |
| eingestellt   |        | Citizen FM                        |                             |      | privater Sender                                                   |
|               | 93,60  | City Limits Radio                 | Serekunda/Kairaba Avenue    | 0,25 | Privatsender                                                      |
|               | 89,00  | Radio France Internationale (RFI) | Abuko                       | 3    |                                                                   |
|               | 98,60  | GRTS Radio                        | Abuko                       | 3    | staatlicher Sender (gehört zu Gambia Radio & Television Services) |
|               | 102,60 | GRTS Radio                        | Bakau/Mile 7                |      | staatlicher Sender (gehört zu Gambia Radio & Television Services) |
|               | 106,70 | GRTS Radio                        | Banjul                      | 1    | staatlicher Sender (gehört zu Gambia Radio & Television Services) |
|               | 104,30 | Hot FM                            | Serekunda                   |      |                                                                   |
|               | 103,90 | Kora FM                           | Serekunda/Kanifing South    | 1    |                                                                   |
|               | 107,60 | KWT Radio                         | Serekunda/38 Kairaba Avenue |      | Kids With Talent Radio                                            |
|               | 96,60  | Star FM                           | Serekunda                   |      |                                                                   |
| eingestellt   | 90,50  | Sud FM                            | Banjul                      |      | Niederlassung eines senegalesischen Privatsenders aus Dakar       |
| eingestellt   |        | Radio Syd                         |                             |      | erster kommerziell betriebener Hörfunksender Gambias              |
| Status unklar |        | Teranga FM                        |                             |      | Privatsender                                                      |
|               | 106,10 | Vibes FM                          | Serekunda/Manjai Kunda      |      |                                                                   |
|               | 100,70 | Unique FM                         | Bakau                       |      |                                                                   |
|               | 101,70 | Unique FM                         | Banjul                      |      |                                                                   |
|               | 95,30  | West Coast Radio 1                | Serekunda/Manjai Kunda      |      | Privatsender (hatte auch einen Live-Stream im Internet betrieben) |
|               | 92,10  | West Coast Radio 2                | Serekunda/Manjai Kunda      |      | Privatsender (hatte auch einen Live-Stream im Internet betrieben) |
|               | 104,70 | Yiriwa FM                         | Banjul                      |      |                                                                   |